# T. Michael Moseley
Teed Michael Moseley (Grand Prairie, 3 settembre 1949) è un generale statunitense.
Attualmente in pensione, è stato il ventesimo Capo di Stato Maggiore dell'Aeronautica degli Stati Uniti.
È un pilota di caccia che vanta 2 800 ore di volo, molte delle quali sul F-15 Eagle.
Il 2 settembre 2005 Moseley assunse il suo ultimo incarico nell'aeronautica, quello già ricordato di Chief of Staff — l'alto ufficiale USAF responsabile dell'organizzazione, addestramento ed equipaggiamento di oltre 700 000 effettivi in servizio attivo tra Guardia nazionale, riserva e personale civile negli Stati Uniti d'America e all'estero. Come membro del Joint Chiefs of Staff, il generale in questione assieme ad altri capi servizio funge da consigliere militare per il Secretary of Defense, per il National Security Council e il Presidente.
Moseley si dimise dall'aeronautica su richiesta dell'allora Segretario alla Difesa Robert Gates nel giugno 2008 all'emergere di alcuni scandali nella forza armata, tra cui uno per fatti dell'anno prima, collegato alla gestione USAF della sicurezza di armi nucleari presso Minot Air Force Base. Il giorno 11 luglio 2008 si svolse la cerimonia formale per il congedo del generale Moseley, che ufficialmente lasciò l'Air Force il successivo 11 agosto.

## Cornice
Moseley è nato nel 1949 a Grand Prairie (Texas). Nel 1971, presso la Texas A&M University, conseguì un Bachelor of Arts in scienze politiche. Ottenne poi un Master of Arts nel 1972 nello stesso ateneo e nel medesimo corso di studi. Comandò la divisione F-15 della Air Force Fighter Weapons School presso Nellis AFB (Nevada), il 33rd Operations Group presso Eglin AFB (Florida), ed il 57th Wing, il più grande dell'Air Force, e i più diversi stormi di volo, anche a Nellis. È stato Director of Operations ("direttore delle operazioni") di combattimento della Joint Task Force-Southwest Asia ("task force congiunta-sudest asiatico"). Il generale Moseley ha anche comandato la 9th Air Force e le U.S. Central Command Air Forces quando rivestiva la qualifica di Combined Forces Air Component Commander for Operations ("Comandante per le operazioni della componente aerea delle forze combinate") nelle operazioni Southern Watch, Enduring Freedom e Iraqi Freedom. È membro del Council on Foreign Relations. Gli sono stati concessi l'Ordine al Merito Nazionale (Ufficiale) e l'Ordine al Merito Nazionale (Comandante) dal presidente della Repubblica Francese. Ha anche ricevuto la Medaglia Militare di 1ª classe degli Emirati Arabi Uniti, conferita dal relativo presidente.
Gli incarichi di Moseley sono stati un misto di servizio operativo, multiarma/multinazionale e di governo del personale. A Washington è stato Director for Legislative Liaison for the Secretary of the Air Force; Deputy Director for Politico-Military Affairs for Asia/Pacific and Middle East, the Joint Chiefs of Staff; Chief of the Air Force General Officer Matters Office; Chief of Staff of the Air Force Chair e Professor of Joint and Combined Warfare presso il National War College; e Chief of the Tactical Fighter Branch, Tactical Forces Division, Directorate of Plans, Headquarters U.S. Air Force.
Moseley assunse la posizione di Chief of Staff of the Air Force con una cerimonia presso la Base aeronautica di Andrews il 2 settembre 2005.
Moseley "adottò" personalmente il corso 2009 della United States Air Force Academy, impegnandosi a seguire i futuri capi dell'USAF. L'8 marzo 2007 il direttivo del Grand Prairie Independent School District ha deliberato all'unanimità di intitolare una scuola elementare da aprirsi nell'anno scolastico 2007–2008 Mike Moseley Elementary School, per onorare i suoi risultati e commemorare la sua nascita in Grand Prairie.
A causa di una serie di gravi scandali, Moseley, assieme al Segretario all'Aeronautica, fu costretto a dimettersi; la sua uscita di scena coincise il 5 giugno 2008 con la divulgazione di un rapporto che biasimava la gestione delle armi nucleari (Incidente del 2007 delle armi nucleari USAF) ed una maldestra spedizione di componenti per missili nucleari a Taiwan. Dopo le sue dimissioni, Moseley è rimasto al suo posto di Chief of Staff of the Air Force fino alla cerimonia ufficiale del suo congedo presso Bolling AFB (Washington, 11 luglio 2008). La cerimonia fu presieduta dall'ex Secretary of the Air Force Michael Wynne. Il pensionamento di Moseley decorse ufficialmente dal giorno 1º agosto 2008.

## Scandalo "Thundervision" con i Thunderbirds
L'FBI mise sotto inchiesta alcuni appartenenti all'USAF per aver aggiudicato alla Strategic Message Solutions (SMS) di Plymouth Meeting (Pennsylvania) un contratto da 50 milioni di dollari per servizi di presentazione audiovisiva. Il contratto comprendeva il progetto "Thundervision", volto a fornire giganteschi videoschermi e forse servizi di contenuti durante le esibizioni degli Air Force Thunderbirds. L'indagine è imperniata sull'ex Chief of Staff of the Air Force, generale (in congedo) John P. Jumper, e sul Chief of Staff in carica, T. Michael Moseley. Vi si ipotizza che il prezzo del contratto fosse gonfiato, poiché un amico dei due generali, il loro collega in congedo Hal Hornburg, era in società con Strategic Message Solutions. Due compagnie che avevano partecipato alla gara d'appalto impugnarono nel gennaio 2006 la procedura di aggiudicazione, rilevando che una di esse aveva offerto servizi comparabili per metà del prezzo chiesto dall'aggiudicataria. L'Air Force annullò il contratto nel febbraio 2006.
Nel luglio 2009 il DoD IG concluse che Moseley aveva violato leggi e regolamenti federali contribuendo a pilotare la conclusione del contratto con la SMS. L'indagine scoprì che Moseley aveva concesso ad esponenti SMS di accedere al suo ufficio e direttamente alle risorse USAF (compreso il personale e gli equipaggiamenti) prima di partecipare alla gara d'appalto. L'Inspector General stabilì altresì che Moseley aveva indebitamente richiesto ed ottenuto favori dal titolare della SMS, tra cui il fatto di consentire ad un amico di volare con il caccia d'epoca posseduto da quel titolare, ed accettare una cena ed un pernottamento a casa del titolare stesso. Nell'ottobre 2009 il Secretary of the Air Force Michael Donley formalizzò al generale in congedo Moseley una Letter of Admonishment in Retirement ("Lettera di ammonizione in congedo") per il suo comportamento.

## Istruzione

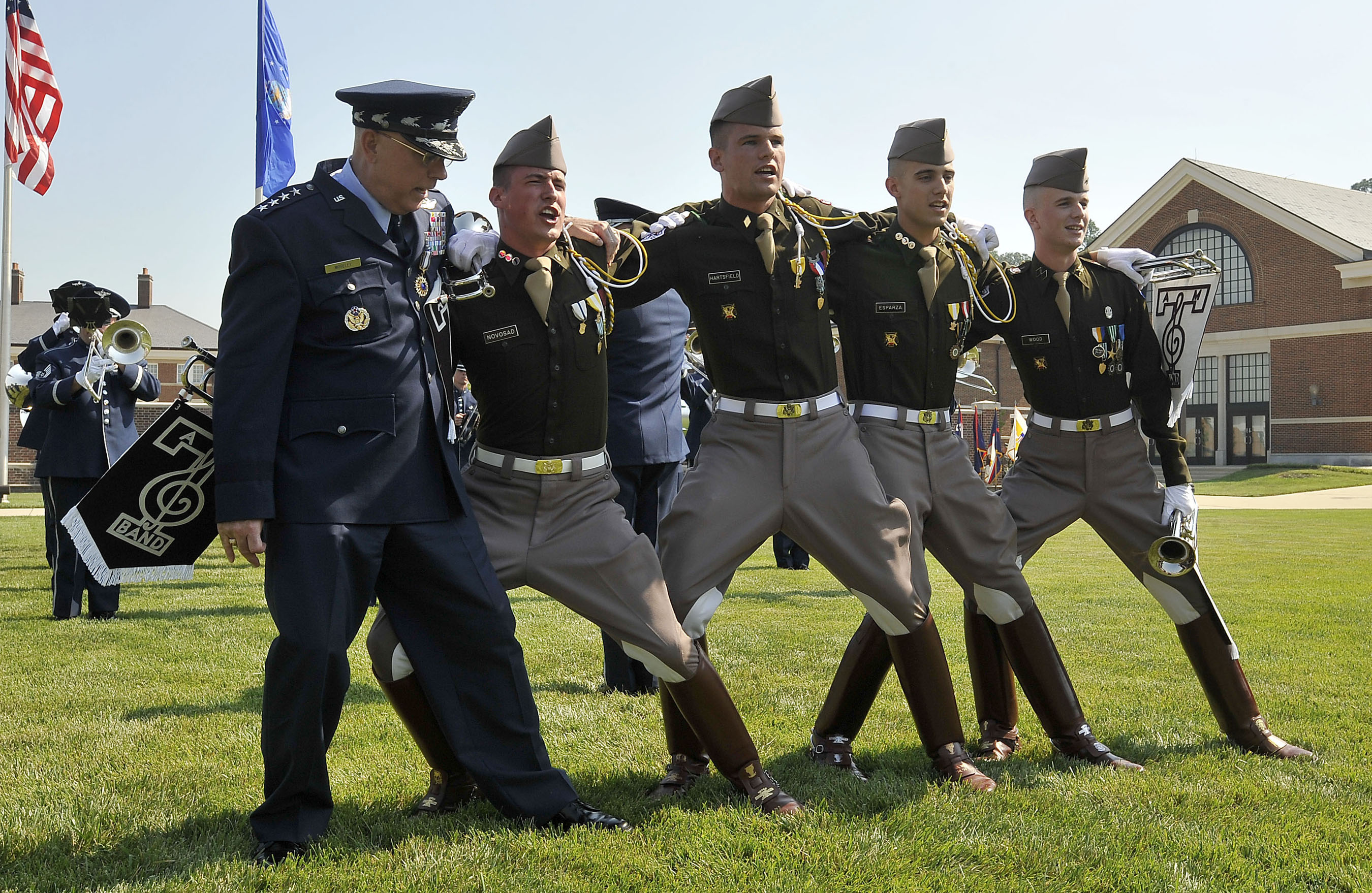
Il generale Moseley alla sua cerimonia di congedo con cadetti della sua alma mater, Texas A&M University

- 1971 Diploma di Bachelor of Arts in scienze politiche, Texas A&M University, College Station, Texas
- 1972 Diploma di Master of Arts degree in scienze politiche, Texas A&M University, College Station, Texas
- 1977 Squadron Officer School,[23] Maxwell AFB,[24] Alabama
- 1981 Fighter Weapons Instructor Course, U.S. Air Force Fighter Weapons School, Nellis AFB, Nevada
- 1984 Air Command and Staff College,[25] Maxwell AFB, Alabama
- 1988 U.S. Air Force Joint Senior Battle Commander's Course, Hurlburt Field,[26] Florida
- 1990 National War College,[6] Fort Lesley J. McNair,[27] Washington, D.C.
- 2000 Combined Forces Air Component Commander Course, Maxwell AFB, Alabama, ed Hurlburt Field, Florida

## Incarichi/qualifiche
1. Giugno 1972 - maggio 1973, allievo, Undergraduate Pilot Training,[28] Webb AFB,[29] Texas
2. Maggio 1973 - luglio 1977, pilota istruttore e pilota collaudatore di "vite" sul T-37; pilota esaminatore, 3389º  Flying Training Squadron, 78th Flying Training Wing, Webb AFB, Texas
3. Luglio 1977 - settembre 1979, pilota istruttore, capo volo e comandante di missione sull'F-15, 7th Tactical Fighter Squadron, Holloman AFB,[30] New Mexico
4. Settembre 1979 - agosto 1983, ufficiale addetto ad armi e tattiche, pilota istruttore e capo volo e comandante di missione sull'F-15; esaminatore di volo, standardizzazione e valutazione, 44º  Tactical Fighter Squadron e 12º  Tactical Fighter Squadron, Kadena Air Base,[31] Giappone
5. Agosto 1983 - giugno 1984, ufficiale di rotta, Air Command and Staff College,[25] Maxwell AFB,[24] Alabama
6. Giugno 1984 - giugno 1987, Chief, Tactical Fighter Branch, Tactical Forces Division, Directorate of Plans, Vicecapo di Stato Maggiore per Piani e Operazioni, Quartier Generale U.S. Air Force, Washington
7. Giugno 1987 - giugno 1989, comandante, Divisione F-15 e pilota istruttore, Fighter Weapons Instructor Course, U.S. Air Force Fighter Weapons School, Nellis AFB, Nevada
8. Giugno 1989 - giugno 1990, ufficiale di rotta, National War College, Fort Lesley J. McNair,[27] Washington, D.C.
9. Giugno 1990 - agosto 1992, Capo di Stato Maggiore dell'Air Force Chair e Professore del Joint and Combined Warfare, National War College,[6] Fort Lesley J. McNair, Washington, D.C.
10. Agosto 1992 - gennaio 1994, comandante, 33º Operations Group, Eglin AFB,[2] Florida
11. Gennaio 1994 - maggio 1996, capo, Air Force General Officer Matters Office, Quartier Generale U.S. Air Force, Washington, D.C.
12. Maggio 1996 - novembre 1997, comandante, 57º Wing,[32] Nellis AFB, Nevada
13. Novembre 1997 - luglio 1999, Vicedirettore per gli Affari Politico-Militari Asia/Pacifico e Medio Oriente, Directorate for Strategic Plans and Policy, Capo di Stato Maggiore Congiunto, Washington, D.C.
14. Luglio 1999 - ottobre 2001, Director, Legislative Liaison, Office of the Secretary of the Air Force, Quartier Generale U.S. Air Force, Washington, D.C.
15. Novembre 2001 - agosto 2003, comandante, 9º Air Force)[3] e U.S. Central Command Air Forces,[4] Shaw AFB,[33] South Carolina
16. Agosto 2003 - agosto 2005, Vice Capo di Stato Maggiore, Quartier Generale U.S. Air Force, Washington, D.C.
17. Settembre 2005 - luglio 2008, Capo del Quartier Generale U.S. Air Force, Washington, D.C.[34]

## Informazioni di volo
Rating: Command pilot

Ore di volo: più di 2 800

Aerei utilizzati: T-37, T-38, AT-38 and F-15A/B/C/D

## Principali onorificenze e decorazioni
US Air Force Command Pilot Badge

 Joint Chiefs of Staff Badge

 Headquarters Air Force badge

 Defense Distinguished Service Medal con grappolo di foglie di quercia di bronzo

 Air Force Distinguished Service Medal con due grappoli di foglie di quercia di bronzo

 Defense Superior Service Medal con grappolo di foglie di quercia di bronzo

 Legion of Merit con grappolo di foglie di quercia di bronzo

 Meritorious Service Medal con tre grappoli di foglie di quercia di bronzo

 Air Medal

 Joint Service Commendation Medal

 Air Force Commendation Medal

 Air Force Achievement Medal

 Joint Meritorious Unit Award con due grappoli di foglie di quercia di bronzo

 Air Force Meritorious Unit Award

 Air Force Outstanding Unit Award con quattro grappoli di foglie di quercia di bronzo

 Air Force Organizational Excellence Award con due grappoli di foglie di quercia di bronzo

 Combat Readiness Medal con grappolo di foglie di quercia di bronzo

 National Defense Service Medal con due service star di bronzo

 Armed Forces Expeditionary Medal con service star di bronzo

 Southwest Asia Service Medal con service star di bronzo

 Global War on Terrorism Expeditionary Medal

 Global War on Terrorism Service Medal

 Korea Defense Service Medal

 Humanitarian Service Medal

 Air Force Overseas Short Tour Service Ribbon

 Air Force Overseas Long Tour Service Ribbon

 Air Force Expeditionary Service Ribbon con cornice d'oro e due grappoli di foglie di quercia di bronzo

 Air Force Longevity Service Award con grappolo di foglie di quercia d'argento e tre di bronzo

 Small Arms Expert Marksmanship Ribbon

 Air Force Training Ribbon

 Ordine nazionale al merito (Francia), Medaglia di Commandeur

 Ordine al Merito Militare, prima classe (Emirati Arabi Uniti)

 Knight Commander of the Most Excellent Order of the British Empire

 Medaglia al Merito Santos-Dumont (brasiliana)

 Pingat Jasa Gemilang (Tentera) (decorazione di Singapore)

 SICOFAA Legion of Merit Grand Cross

## Date effettive di promozione
| Insignia | Rank               | Date             |
| -------- | ------------------ | ---------------- |
|          | Generale           | 1º ottobre 2003  |
|          | Tenente generale   | 7 novembre 2001  |
|          | Maggior generale   | 1º febbraio 2000 |
|          | Brigadier generale | 1º dicembre 1996 |
|          | Colonnello         | 1º aprile 1991   |
|          | Tenente colonnello | 1º marzo 1986    |
|          | Maggiore           | 1º ottobre 1983  |
|          | Capitano           | 9 gennaio 1976   |
|          | Tenente            | 9 luglio 1974    |
|          | Sottotenente       | 9 luglio 1971    |